# Vanløse
Vanløse is een stadsdeel van de Deense hoofdstad Kopenhagen op ca. 5 km ten noordwesten van het centrum. De wijk telt ruim 40.000 inwoners (2016) en heeft een oppervlakte van 6,69 m². 
Vanløse bestaat voornamelijk uit villawijken en lage flatgebouwen. Aan de rand zijn er groengebieden: het meer Damhus Sø en het langgerekte park Grøndalsparken.

## Geschiedenis
Vanløse wordt voor het eerst genoemd in een bul van paus Urbanus III aan de Deense bisschop Absalon in het jaar 1186. Tot einde 19de eeuw was het dorp onderdeel van het noordelijker gelegen Brønshøj. 
Met de industriële revolutie dijde Kopenhagen in snel tempo uit. In 1901 werd Vanløse een deel van de stad, waarna de omvorming tot woongebied zich in enkele decennia voltrok.
Vanløse beschikt, zoals elf andere stadswijken in Kopenhagen, over een wijkcommissie die de stad adviseert bij beslissingen over het stadsgebied en die voorts subsidies aan plaatselijke projecten uitdeelt.

## Cultuur
Het centrum van Vanløse bevindt zich bij het gelijknamige station, met aanpalend winkelcentrum Kronen Vanløse.  Daar ligt ook het cultureel centrum met bibliotheek, Kulturstationen Vanløse.  De concertzaal draagt de naam Stairway, een verwijzing naar de Noord-Ierse zanger Van Morrison die van 1980 tot 1983 samenwoonde met een vriendin in Vanløse en als eerbetoon Vanlose Stairway schreef. 
De Franse kunstschilder Paul Gauguin verbleef in 1884 en 1885 enige tijd in het herenhuis Bogholdergården in de Bogholder Allé.

## Verkeer
Via zowel de Metro als de S-tog en diverse buslijnen is Vanløse verbonden met de rest van de stad. De stations Vanløse, Jyllingevej, Islev, Flintholm en Grøndal liggen in of bij het stadsdeel.
De Finsensvej en Godthåbsvej, beide met brede fietspaden, gaan via Frederiksberg direct naar het centrum van Kopenhagen. 
Door Vanløse gaat de ringweg O2. 
Vanløse grenst aan de Kopenhaagse stadsdelen Brønshøj (noorden), Bispebjerg (noordoosten), Valby (zuiden) en aan de gemeenten Rødovre (westen) en Frederiksberg (zuidoosten)
Amager Øst · Amager Vest · Bispebjerg · Brønshøj-Husum · Indre By · Nørrebro · Valby · Vanløse · Østerbro · Vesterbro/Kongens Enghave